# Johannes von Miquel
Johannes Franz von Miquel, född 19 februari 1829 i Neuenhaus, Hannover, död 8 september 1901 i Frankfurt am Main, var en tysk politiker. Han var bror till Friedrich Anton Wilhelm Miquel.
Miquel skaffade sig ett namn som advokat i Göttingen och deltagare i det politiska livet. Han var bland annat en av stiftarna av Tyska nationalföreningen, blev 1864 ledamot av Hannovers andra kammare, 1865 borgmästare och 1869 överborgmästare i Osnabrück, var 1870–1873 direktor i Diskontbolaget i Berlin, blev 1876 ånyo överborgmästare i Osnabrück och 1879 i Frankfurt am Main. 
Som ledamot av preussiska lantdagen samt av Nordtyska förbundets riksdag och riksdagen 1867–1876 var han en av de mest framstående ledarna för Tyska nationalliberala partiet och mycket verksam både vid utarbetandet av den nya rikslagstiftningen och i politiskt sociala frågor. 
År 1884 inkallades Miquel i Preussens statsråd, men lät först 1887 åter invälja sig i riksdagen, där han jämte Alexander von Bennigsen blev ledare för det nationalliberala partiet. År 1890 utnämndes Miquel till preussisk finansminister och nedlade i sammanhang därmed sitt riksdagsmandat. År 1897 blev han därjämte vice president i statsministeriet. Miquel genomdrev reformen av de direkta skatterna och var för övrigt en av de mest inflytelserika ministrarna. Han adlades 1897.